# Route nationale 1 (Luxemburg)
Die Nationalstraße 1 oder N1, im Volksmund auch "Tréierer Strooss" genannt, ist eine 27 km lange, durch die Kantone Luxemburg und Grevenmacher verlaufende Straße im Rang einer Nationalstraße, die von Luxemburg-Stadt bis nach Wasserbillig-Grenze führt.
Sie verläuft am Gebäude des luxemburgischen Staatsrats vorbei – mit Anschluss an die  – und verläuft über die Schlossbrücke, den Clausener Berg herunter, durch die Stadtteile Clausen und Neudorf in Richtung Findel (Flughafen).
Im weiteren Verlauf führt sie über das Territorium der Kommune Senningerberg, überquert die Autobahn A1 weiter in Richtung Senningen, Niederanven und dann über Rodt/Syr, Banzelt am Berg an de Wecker. In Wecker kreuzt die N , verläuft dann über den Potaschberg, überquert nochmals die  , und führt dann durch Grevenmacher und Mertert nach Wasserbillig, wo sie über die Sauerbrücke auf die deutsche 49 übergeht.
Von Grevenmacher bis nach Wasserbillig verläuft die N  mit der N1 auf einer gemeinsamen Trasse.
Seit der Freigabe des letzten Teilstücks   am 11. Juli 1990 hat die Bedeutung der N1 zwar abgenommen; besonders im Falle von Staus auf der A1 ist die N1 aber nach wie vor sehr stark befahren.
Eine Besonderheit der N1 ist der Verlauf auf den historischen Trassen von Fernstraßen aus der Römerzeit, darunter die von Luxemburg nach Trier (Augusta Treverorum) und die von Bavay Frankreich (Bagacum Nerviorum) nach Trier.

## Seitenäste

### N1A
Die N  zweigt in Luxemburg-Clausen am Place Émile-Mousel von der N1 ab, verläuft am linken Ufer der Alzette in Richtung Rham-Plateau zum Fetschenhaff in den Stadtteil den Luxemburg-Zents, wo die  auf der Höhe der Kreuzung mit der Rue des Alouettes als Rue Cents weiterverläuft. Im Weiteren verläuft sie in Richtung de Findel und mündet hinter der Gréiwelscheier auf die über Neudorf trassierte N1.

### N1B
Die N1B ist heute Teil der N1A (Clausner Bréck).

### N1C
Die N 1C ist ein Seitenast der N1, der am sogenannten Wolfsloch in Luxemburg-Neudorf von der N1 abzweigt und das Gewerbegebiet Kalchesbrück durchquert. Sie mündet auf die N  und weist eine Gesamtlänge von 730 m auf.

## Entwicklung
- Die Straße Luxemburg–Wasserbillig existiert seit 1843 als „Tréierer Strooss“ und hatte die Widmung "Grande route de première classe", vormals Nr. 3, die von Brüssel bis nach Trier verlief;
- 1850–1854: der Bau einer Straße durch Neudorf bewirkt eine geänderten Verlauf der Straße: über den sogenannten "Stater Pad". Diese Trasse läuft teilweise über den alten Vicinalweg Nr. 15 Eech – Kalchesbrück, hierdurch entstanden auch die heutigen Abzweige N1a bis N1c;
- 1907–1909: Bau der Sauerbrücke in Wasserbillig;
- 1916: Bau einer neuen Brücke als Ersatz für die alte Alzettebrücke in Clausen;
- In den 1960er Jahren wurde der Verlauf der N1 innerhalb der Ortsdurchfahrt Grevenmacher angepasst;
- beim Bau vom Moselhafen Mertert (ebenfalls 1960'er Jahre) wurde dieser direkt an die N1 angebunden;
- Seit Ende der 1990er Jahre wurde der Verlauf im Bereich des Flughafens Findel mehrfach geändert/erweitert und ist auch heute noch eine Dauerbaustelle.

## Galerie

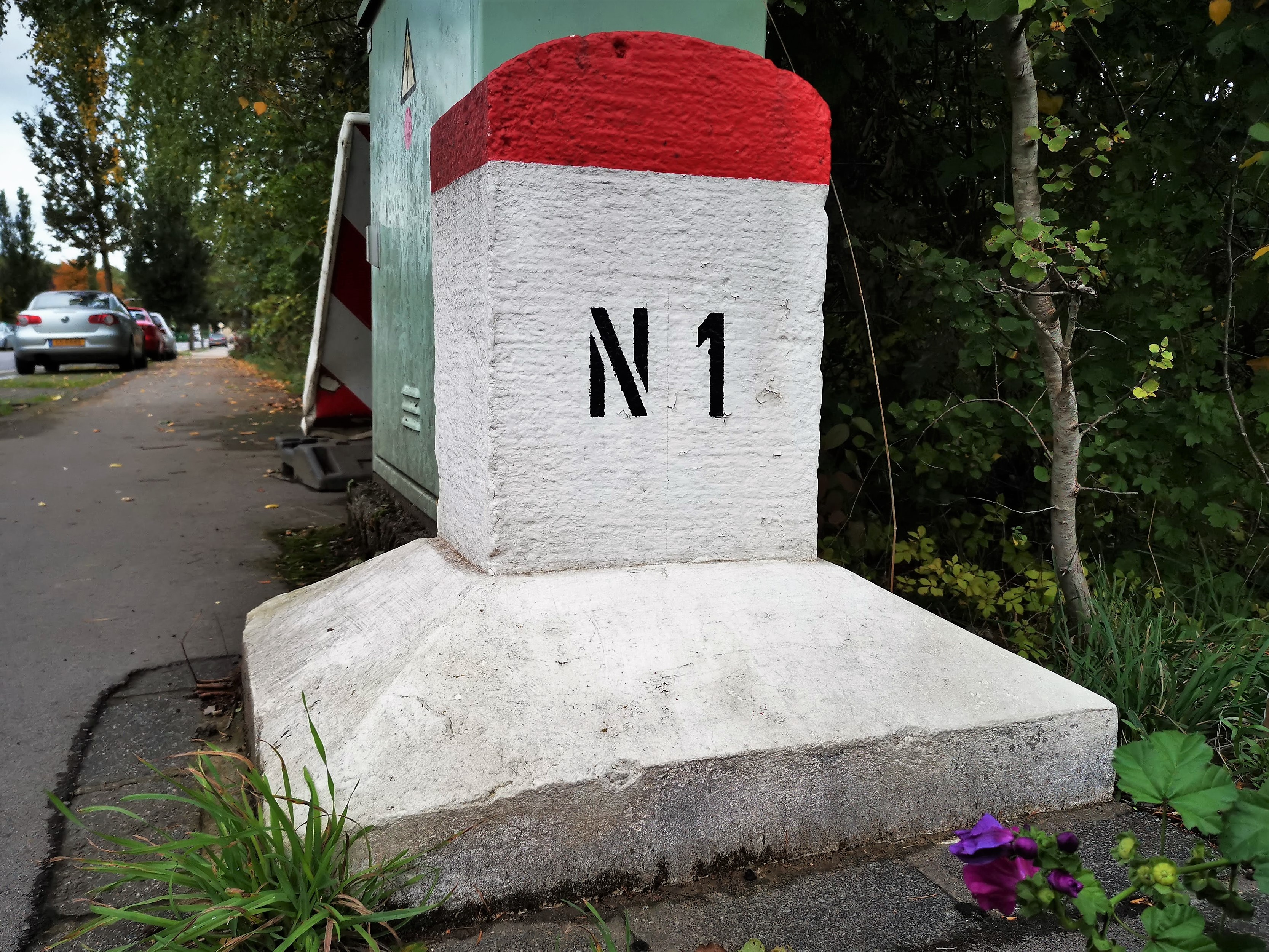
Typischer Markierungsstein
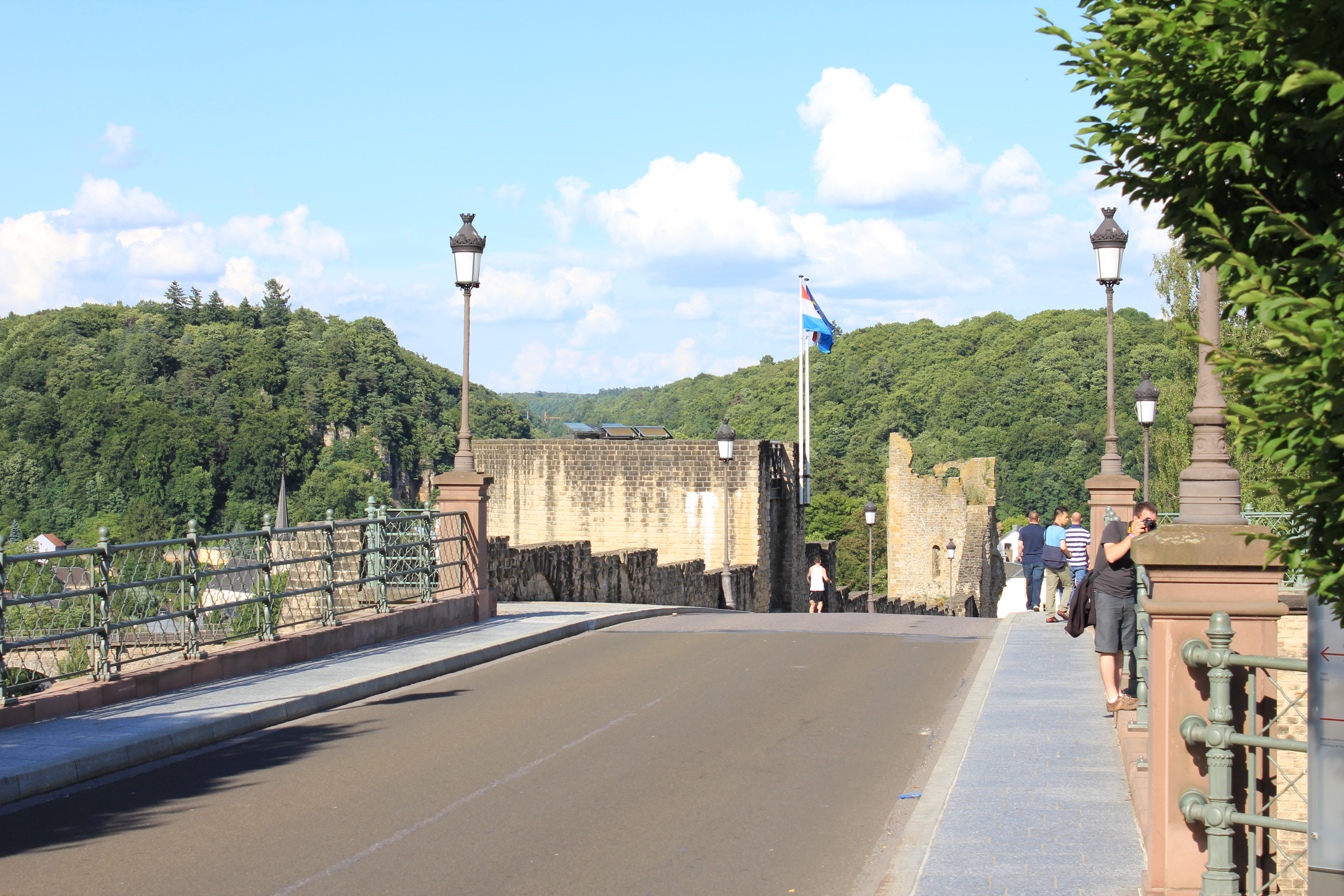
Verlauf über die Schloßbrücke in Richtung Clausen
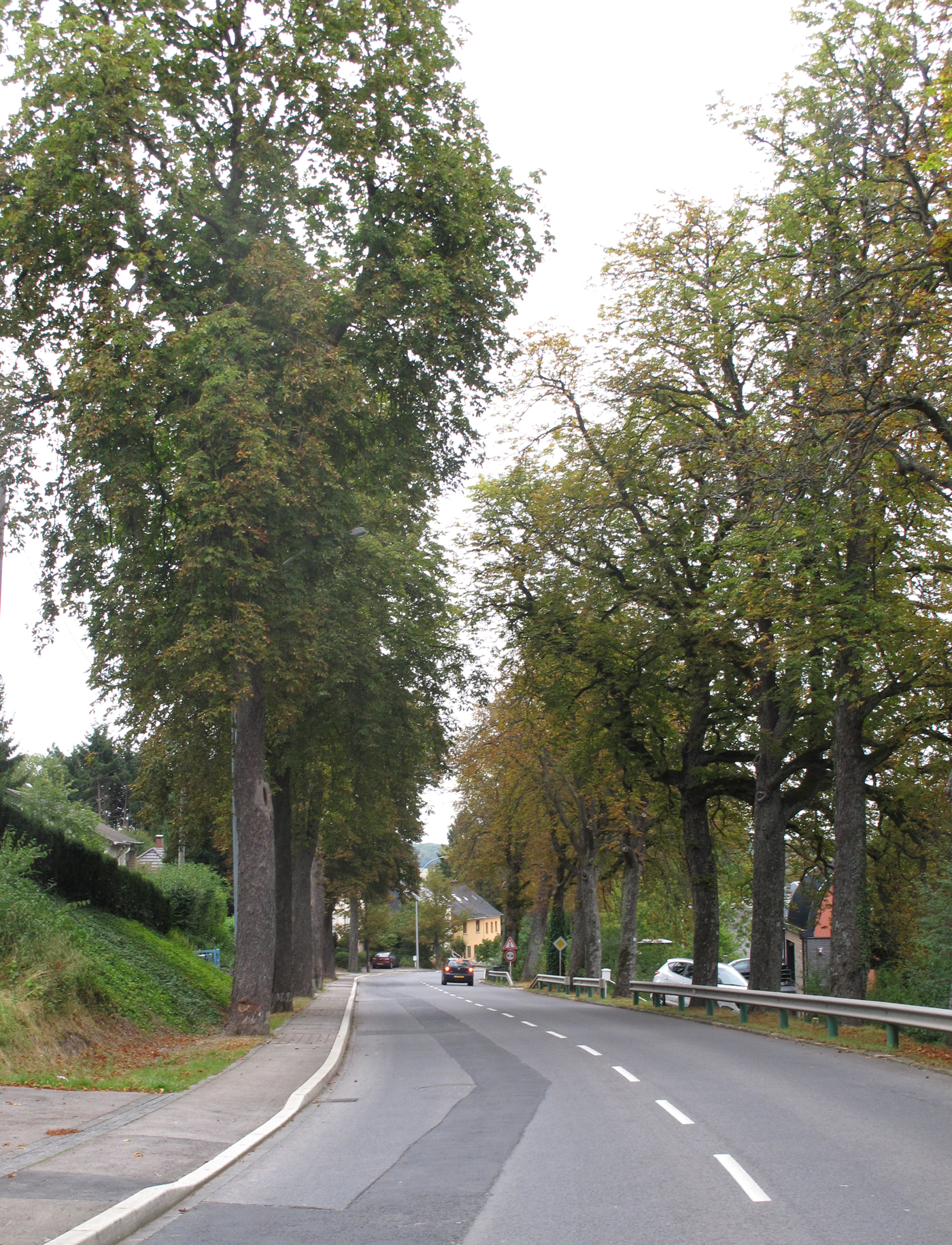
Die N1 in Niederanven (Route de Trèves)
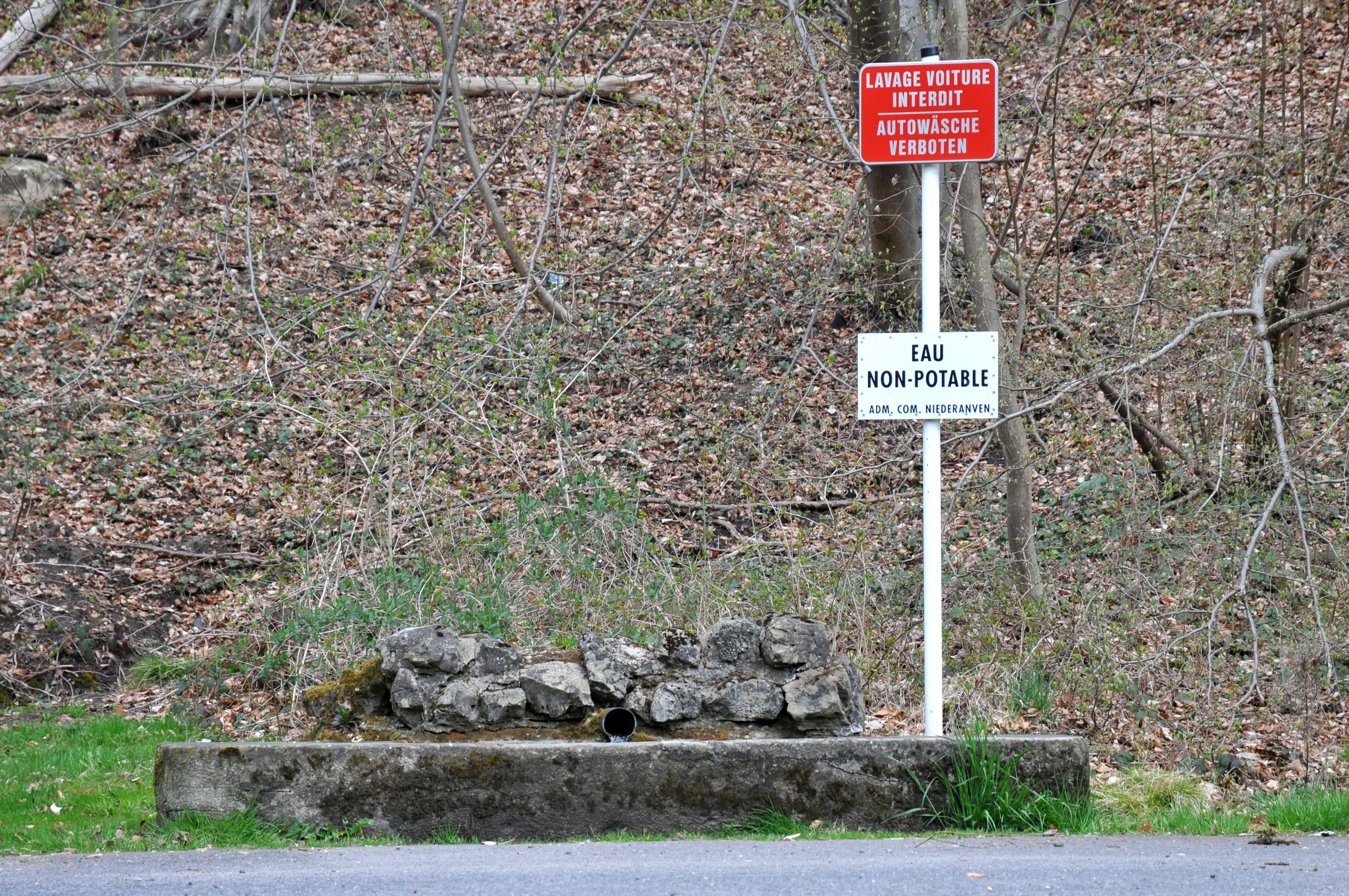
Quelle an der 1 in Senningen